# Unión de Reyes
Unión de Reyes là một đô thị và thành phố ở tỉnh Matanzas của Cuba. Đô thị này nằm ở phía tây tỉnh, 30 ki-lô-mét (19 mi) về phía nam tỉnh lỵ Matanzas.
Đô thị này được chia thành các phường (barrio) Iglesia và Unión.
Unión de Reyes được lập năm 1844., và lập thành đô thị ngày 1 tháng 7 năm 1879.

## Thông tin nhân khẩu
Năm 2004, đô thị Unión de Reyes có dân số 40.022 người. Diện tích là 856 km² (330,5 mi²), với mật độ dân số là 46,8người/km² (121,2người/sq mi).